# ヒュー・モンゴメリー (第4代マウント・アレグザンダー伯爵)
第4代マウント・アレグザンダー伯爵ヒュー・モンゴメリー（Hugh Montgomery, 4th Earl of Mount Alexander、1678年と1682年の間 – 1745年2月27日）は、アイルランド王国の貴族、政治家。アイルランド庶民院議員を務めた。爵位継承まではモンゴメリー子爵の儀礼称号を使用した。

## 生涯
第3代マウント・アレグザンダー伯爵ヘンリー・モンゴメリーと妻メアリー（1705年8月26日没、第12代ハウス男爵ウィリアム・セント・ローレンスの娘）の息子として、1678年から1682年ごろに生まれた。
1703年から1713年までアントリム選挙区の代表としてアイルランド庶民院議員を務めた。
1731年10月22日に父が死去すると、マウント・アレグザンダー伯爵位を継承、12月6日にアイルランド貴族院議員に就任した。1733年に400ポンドの年金を与えられたが、1744年6月に150ポンドに減額された。
1745年2月27日にアイルランドで死去、ハウスで埋葬された。弟トマスが爵位を継承した。

## 家族
1703年、イリナ・バーンウォール（Elinor Barnewall、1746年12月没、第3代準男爵サー・パトリック・バーンウォールの娘）と結婚した。2人の間に男子は生まれなかった。